# Gunoe-myeon
Gunoe-myeon (koreanska: 군외면) är en socken i den sydvästra delen av Sydkorea, 355 km söder om huvudstaden Seoul. Den ligger i kommunen Wando-gun i provinsen Södra Jeolla.  Gunoe-myeon består av den norra delen av kommunens huvudö Wando, nio bebodda småöar med totalt 642 invånare (2020) och nio obebodda småöar.